# Уильямс, Колби
Колби Уильямс (англ. Colby Williams, род. 26 января 1995, Реджайна) — канадский хоккеист. Защитник московского ЦСКА. Был выбран «Вашингтон Кэпиталз» под общим 173-м номером в шестом раунде драфта НХЛ 2015 года и играл в Американской хоккейной лиге (АХЛ) за «Херши Бэрс» и «Белвилл Сенаторз».

## Игровая карьера

### Юность
После игры в второстепенный хоккей в мужской хоккейной лиге AAA Саскачевана до 18 лет (SMAAAHL) Уильямс был выбран «Реджайной Пэтс» из Западной хоккейной лиги (WHL) под общим 64-м номером на драфте WHL Bantam 2010 года .
18 января 2011 года Уильямс дебютировал в WHL, проиграв со счетом 4-3 против Moose Jaw Warriors . 13 октября 2012 года он набрал свои первые очки в WHL с двумя передачами в победе со счетом 4-3 над Everett Silvertips, сыграв 59 игр с 19 передачами в своем сезоне новичка в WHL . Он забил свои первые два гола в WHL в овертайме со счетом 5-4 против «Келоуна Рокетс» 14 декабря 2013 года, в конечном итоге сыграв 66 игр с девятью голами и 23 передачами во втором сезоне . В сезоне WHL 2014-15 он улучшил свои показатели, забив 11 голов и отдав 30 передач в 64 сыгранных играх. Перед своим последним сезоном в WHL он был назначен капитаном «Пэтс» как игрок с избыточным весом, однако из-за травмы запястья он пропустил большую часть сезона, забив пять голов и семь передач в 19 матчах.

### Профессиональная карьера
Уильямс был выбран «Вашингтон Кэпиталз» под общим 173-м номером в шестом раунде драфта НХЛ 2015 года. 22 октября 2016 года он дебютировал в составе «Херши Беарз», филиала «Кэпиталз» в АХЛ, в победе над «Бриджпорт Саунд Тайгерс» со счётом 5:2, сделав свою первую результативную передачу в АХЛ. 4 ноября 2016 года он забил свой первый профессиональный гол в овертайме со счетом 3-2 против «Спрингфилд Тандербердс», что стало победным голом в его двухочковой игре. В конечном итоге он забил четыре гола и сделал 12 передач в 60 матчах за «Медведей» в своем первом сезоне, выиграв награду «Новичок года».
2 марта 2017 года «Кэпиталз» подписали с Уильямсом двухлетний контракт начального уровня В сезоне АХЛ 2017/18 провел за «Медведей» 69 игр, в которых забил три гола и сделал 14 результативных передач. В сезоне АХЛ 2018/19 провел 36 матчей, отдав десять результативных передач. «Кэпиталз» повторно подписали с Уильямсом двустороннее продление контракта на один год 13 июля 2019 года, по которому он сыграл 31 игру с шестью передачами за «Херши Беарз» в сезоне АХЛ 2019-20 .
8 января 2021 года «Белвилл Сенаторз» подписали с Уильямсом однолетний контракт с АХЛ.
В качестве свободного агента от сенаторов Уильямс подписал свой первый контракт за границей после заключения однолетнего контракта с российским клубом КХЛ «Адмирал» 20 июля 2022 года под номером 22

## Личная жизнь
Уильямс является совладельцем хоккейного консалтингового бизнеса в Реджайне.